# 6305 Helgoland
6305 Helgoland eller 1989 GE8 är en asteroid i huvudbältet som upptäcktes den 6 april 1989 av den tyske astronomen Freimut Börngen vid Tautenburg-observatoriet. Den har fått sitt namn efter den tyska ön Helgoland.
Asteroiden har en diameter på ungefär 3 kilometer.